# Toomai degli elefanti
Toomai degli elefanti (Toomai of the Elephants) è un racconto dello scrittore inglese Rudyard Kipling, pubblicato per la prima volta nel dicembre 1893 sul St Nicholas Magazine e successivamente ristampato nella raccolta Il libro della giungla l'anno successivo (1894).
In seguito è stato pubblicato anche singolarmente o insieme a un altro famoso racconto di Kipling, Rikki-tikki-tavi.

## Trama
Il racconto narra le vicende di Toomai, giovane conducente di elefanti nell'India del periodo coloniale inglese della fine del XIX secolo. Grazie all'amicizia con l'elefante Kala Nag, Toomai riesce ad assistere alla cosiddetta "danza degli elefanti", cosa mai riuscita prima a un uomo, ed è quindi osannato come "Toomai degli elefanti".

## Personaggi
- Kala Nag: elefante indiano ("kala nag" significa "serpente nero" in hindi).
- Machua Appa: capo dei conducenti di elefanti.
- Petersen: uomo bianco.
- Radha Pyari Radha: elefante indiano, madre di Kala Nag.
- Toomai: giovane conducente di elefanti.

## Critica
Il racconto è stato interpretato sia nella visione colonialista e imperialista del potere dell'Uomo Bianco in un'altra terra, sia come narrazione della "brutalizzazione di uno spazio materno utopistico" ("brutalization of a utopian maternal space").

## Adattamenti

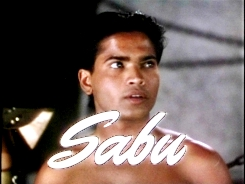
Sabu, l'attore che interpreta il protagonista Toomai nel film del 1937 La danza degli elefanti

Il racconto è stato trasposto in versione cinematografica nel 1937 in un film diretto da Robert J. Flaherty e Zoltán Korda, intitolato La danza degli elefanti (Elephant Boy). Il film ha ottenuto un ottimo successo di critica, vincendo il premio per la miglior regia alla Mostra del cinema di Venezia e venendo inserito tra i migliori film stranieri dell'anno dal National Board of Review of Motion Pictures.
Successivamente dal racconto è stata tratta anche una serie televisiva, intitolata anch'essa Elephant Boy. Di produzione australiana, inglese e tedesca, è stata trasmessa dalla rete australiana Tyne Tees a partire dal 1973 per 26 episodi.
Inoltre, il compositore francese Charles Koechlin ha scritto tra il 1899 e il 1904 una composizione per orchestra e coro chiamata Chant de Kala Nag; essa fa parte dei 3 poèmes du Livre de la jungle (op. 18), all'interno del ciclo Le Livre de la jungle.
Il compositore francese Claude Debussy si era ispirato al racconto di Kipling per una composizione dallo stesso titolo (Tomai des éléphants) cui lavorava all'inizio del 1913 con l'intenzione di inserirla nel secondo libro dei Preludi per pianoforte; in seguito Debussy cambiò idea e alla raccolta aggiunse un brano diverso, Les Tièrces alternées. L'ipotesi che Toomai des éléphants e Les Tièrces alternées siano una medesima composizione è priva di fondamento. Toomai des éléphants è stato recentemente ricostruito e completato dal musicologo britannico Robert Orledge.